# Anobinae
De Anobinae zijn een onderfamilie van vlinders uit de familie van de spinneruilen (Erebidae). Deze onderfamilie is voor het eerst wetenschappelijk beschreven door Jeremy Daniel Holloway in een publicatie uit 2005.

## Geslachten
- Anoba Walker, 1858
- Baniana Walker, 1858
- Deinopa Walker, 1856
- Lephana Walker, 1866
- Rema Swinhoe, 1900
- Crithote Walker, 1864
- Marcipa Walker, 1855
- Marcipalina Pelletier, 1978
- Paralephana Hampson, 1926
- Plecoptera Guenée, 1852
- Pleuronodes Hampson, 1926
- Tephriopis Hampson, 1926